# Lophostreptus regularis
Lophostreptus regularis är en mångfotingart som beskrevs av Carl Graf Attems 1910. Lophostreptus regularis ingår i släktet Lophostreptus och familjen Spirostreptidae. Inga underarter finns listade i Catalogue of Life.